# Matabou
El matabou (Bupleurum fruticosum) és un arbust mediterrani. És un dels pocs arbusts de la família de les umbel·líferes.

## Descripció

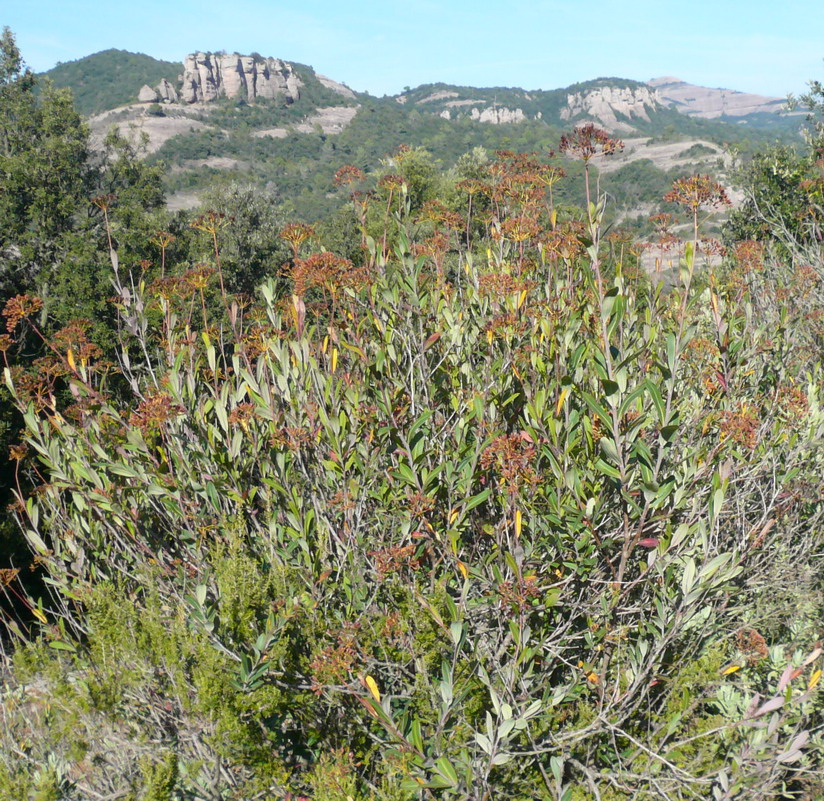
Matabou a la serra de l'Obac

El matabou és un arbust perennifoli d'1 a 3 metres d'altura, amb les branques erectes i amb abundants fulles. Les fulles són alternes, oblongues, atenuades a la base, amb un marge hialí de 0,3-0,4 mm d'amplada, coriàcies i lluents, verdes per l'anvers i grises pel revers. Floreix del juny a l'agost, amb una flor groga i petita, agrupada en inflorescències en forma de para-sol (umbel·la), amb 6-20 radis d'1-6 cm, amb 5-8 bràctees. El fruit és marró, sec i petit, d'uns 5-8 mm, amb les costes molt prominents, i apareix a la tardor. És una planta hermafrodita, ja que en una mateixa flor té òrgans masculins i femenins.

## Hàbitat i distribució
És un arbust típic de la regió mediterrània. Sovint dominant al mantell marginal de l'alzinar, difós per acció humana en alzinars aclarits o afectats per incendis. Habita també a les màquies, pinedes, a repeus de paret, cingleres i a torrenteres, a gran part de les terres peninsulars. És una planta característica de l'alzinar amb marfull a la terra baixa, principalment en terrenys calcaris, i a la garriga.
Autòcton dels Països Catalans, és present a Catalunya i al País Valencià, però no es troba a les Illes Balears. És freqüent a les terres marítimes de la península ibèrica (no tant a l'oest), fins als 1.200 metres d'altitud. També es troba nativament al sud de França, al nord-oest d'Àfrica, a Còrsega, a Sardenya, a Sicília, i a Grècia.
És una planta que atreu la fauna.

## Galeria d'imatges

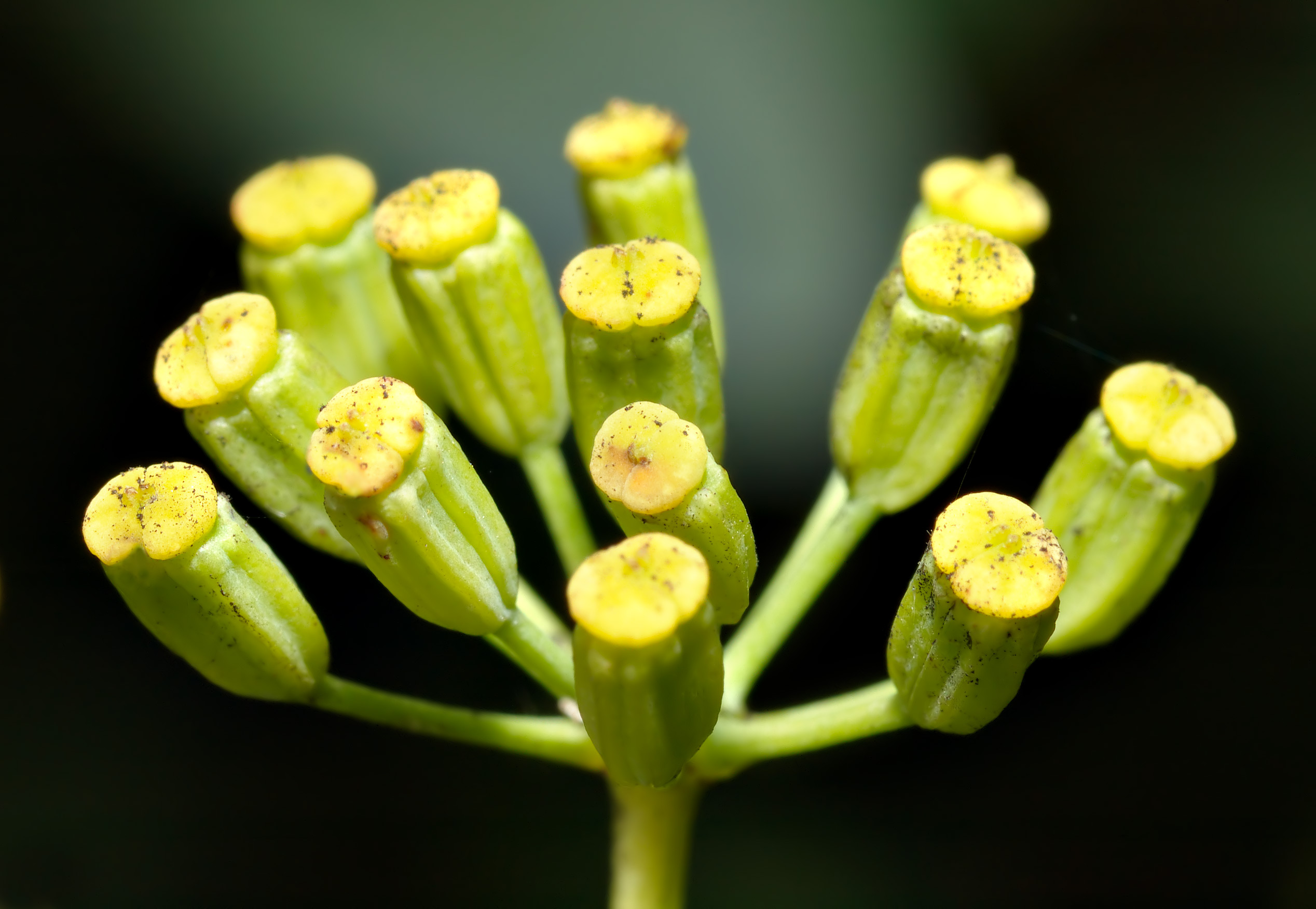
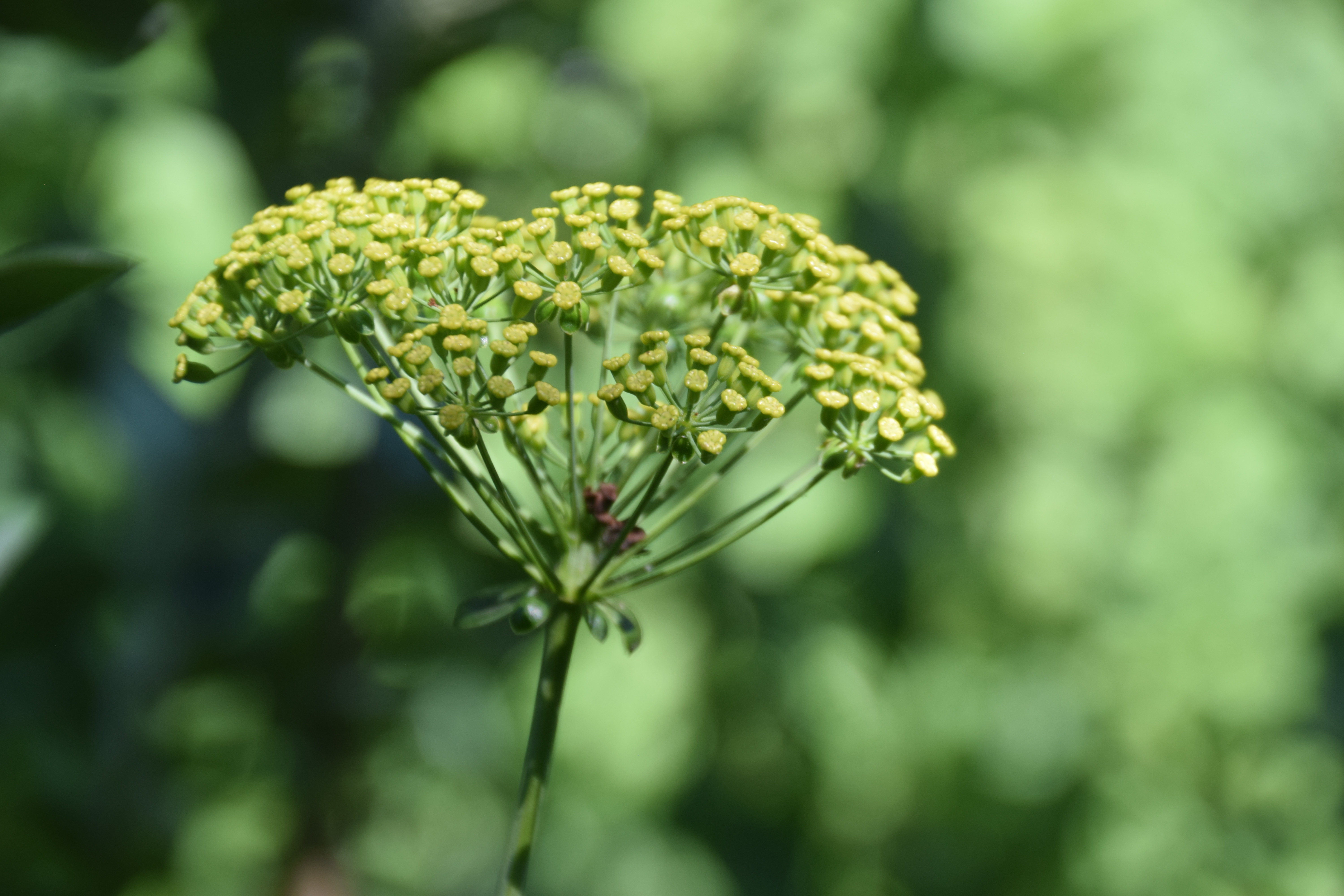
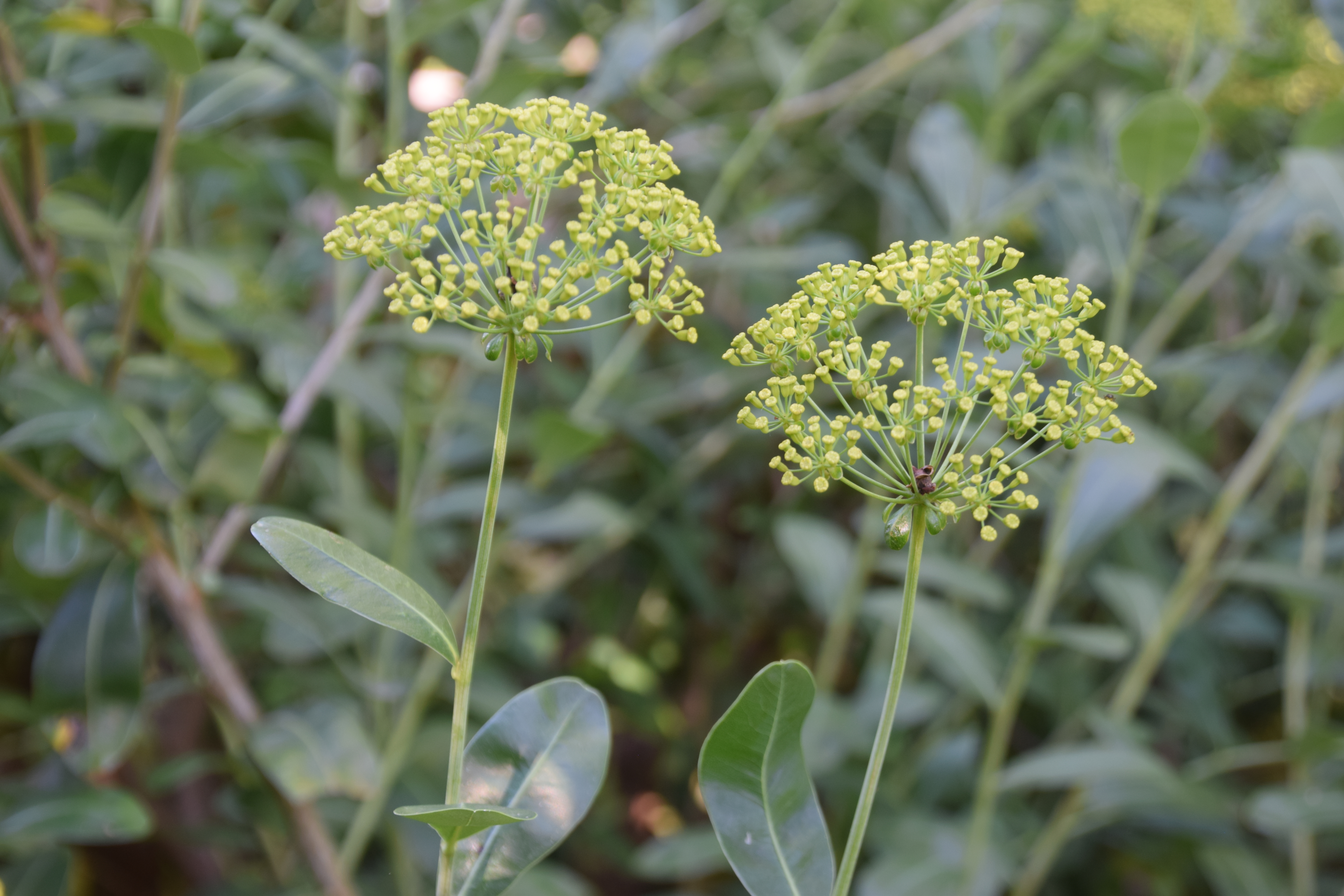
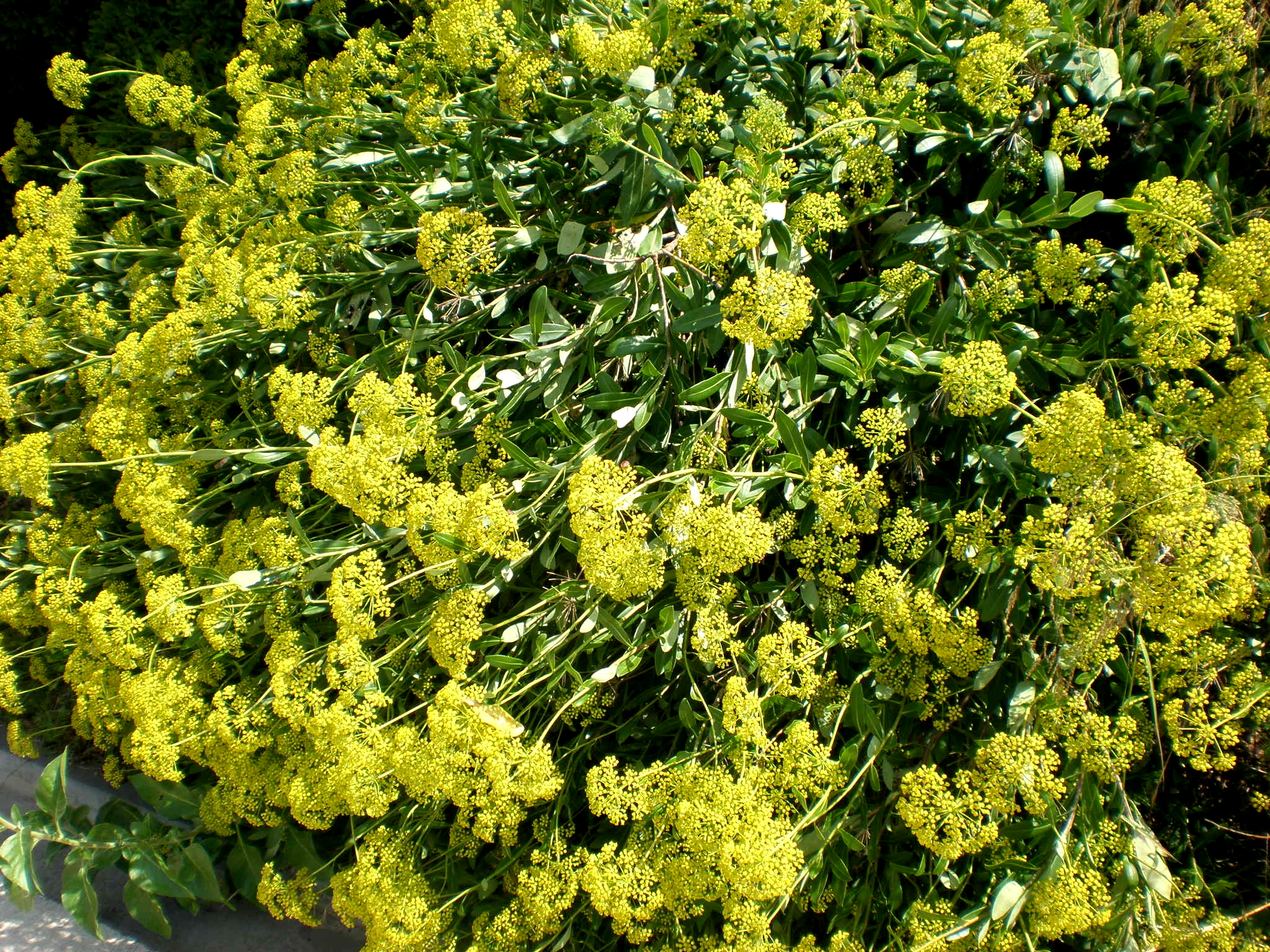
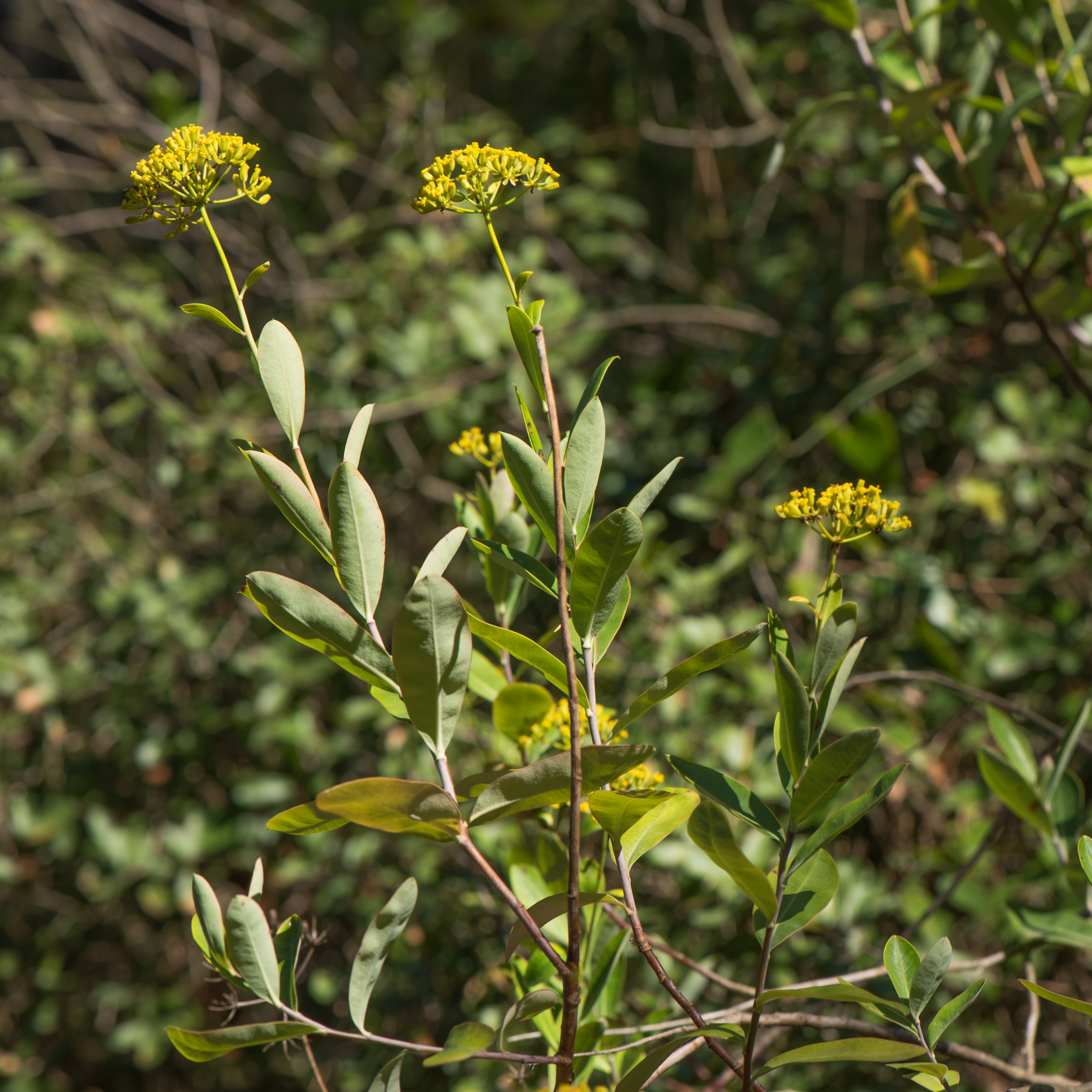
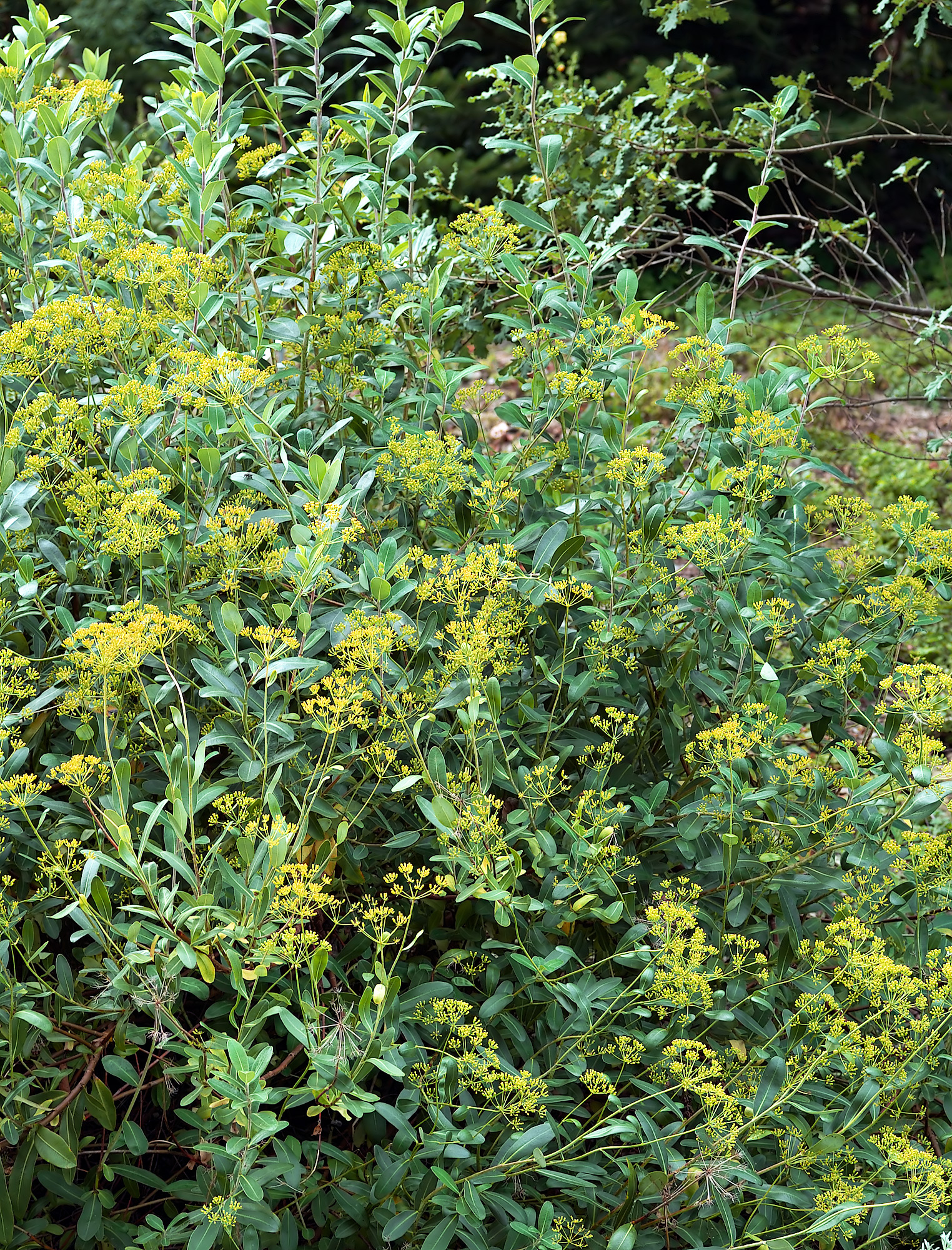
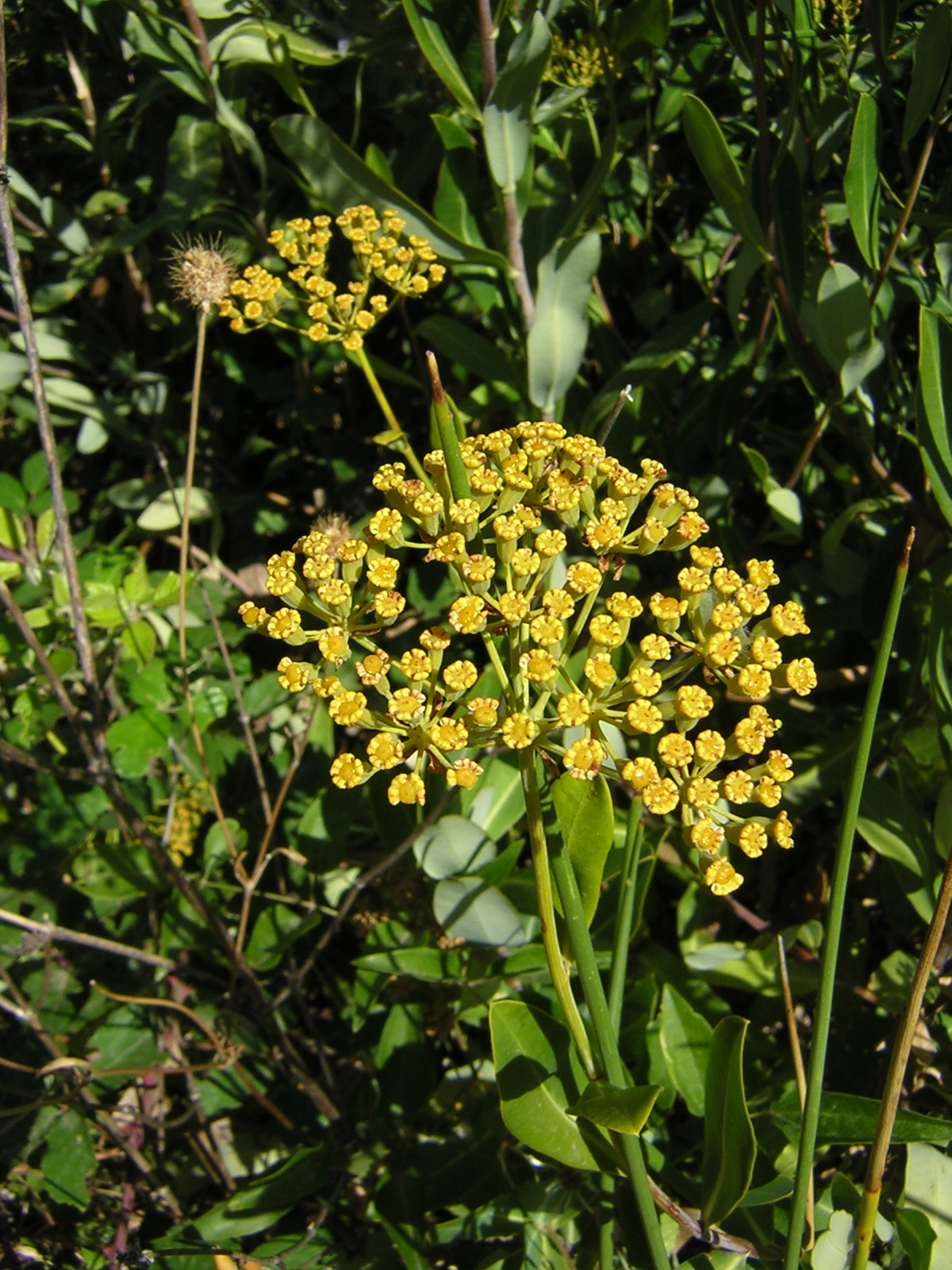

## Usos
A França s'elabora mel de matabou.

## Plantes semblants
- Ajocaperdius[2]
- Orella de llebre[2]